# Diógenes (revista académica)
Diógenes es una revista académica, revisada por pares, que publica artículos cuatro veces al año, en el campo de la filosofía y las humanidades. Los editores de la revista son Maurice Aymard ( Ecole des Hautes Etudes en Sciences Sociales ) y Luca Maria Scarantino ( IULM ). Publicada desde 1953, actualmente es editada por SAGE Publications en nombre del Consejo Internacional de Filosofía y Estudios Humanísticos (CIPSH), con el apoyo de la UNESCO.
Díogenes ha sido fundada en 1952 por Roger Caillois y su idioma original de publicación es el francés; se publica una traducción al inglés al cabo de un año.

## Materia
Diógenes publica información científica y la síntesis intelectual. La revista publica trabajos de todos los campos de los estudios filosóficos, humanísticos y sociales, desde la arqueología hasta la educación. Diógenes es transdisciplinaria y publica piezas de académicos de una variedad de disciplinas.

## Resumen e indexación
Diógenes está resumido e indexado en las siguientes bases de datos:
- Academic Premier
- Arts & Humanities Citation Index
- Current Contents : Artes y Humanidades
- Índice de Humanidades de ProQuest
- Índice de contenido de publicaciones periódicas (Periodicals Content Index)
- Scopus